# Astragalus bachmarensis
Astragalus bachmarensis es una especie de planta herbácea perteneciente a la familia de las leguminosas. Es originaria del Asia.
Es una planta herbácea perennifolia originaria de Georgia en Abjasia y Ayaria.

## Taxonomía
Astragalus bachmarensis fue descrita por Aleksandr Grossheim y publicado en Flora Kavkaza 2: 314. 1930.
Etimología
Astragalus: nombre genérico derivado del griego clásico άστράγαλος y luego del Latín astrăgălus aplicado ya en la antigüedad, entre otras cosas, a algunas plantas de la familia Fabaceae, debido a la forma cúbica de sus semillas parecidas a un hueso del pie.
bachmarensis: epíteto